# 対数平均温度差
対数平均温度差（たいすうへいきんおんどさ、英: logarithmic mean temperature difference、LMTD）とは、熱交換器など伝熱の分野で用いられる温度差である。熱交換器の両端における高温流体と低温流体の温度差を用いて定義され、通常の温度差と同様、対数平均温度差が大きいほど伝熱量も大きくなる。

## 定義
二重管熱交換器等のように両流体が一方向に流れる熱交換器において、一方の出入り口を A 、他方を B と表す。このとき対数平均温度差は次式で定義される：
{\displaystyle \Delta T_{\mathrm {LMTD} }={\frac {\Delta T_{\mathrm {A} }-\Delta T_{\mathrm {B} }}{\ln(\Delta T_{\mathrm {A} })-\ln(\Delta T_{\mathrm {B} })}}}
ここでΔTAはA側での高温流体と低温流体の温度差、ΔTBはB側での温度差である。a と b を正の実数とするとき、 {\displaystyle {\frac {a-b}{\ln(a)-\ln(b)}}} を対数平均という。
熱交換器において2つの流体の温度差は、流体が熱交換するのに応じて場所により異なる。熱交換器全体の伝熱量 Q が等しくなるような等価な温度差（特に並流形および向流形熱交換器の値）が、対数平均温度差 ΔTLMTD である。すなわち ΔTLMTD は、Q が次式となるように定められたものである：
{\displaystyle Q=KA_{\mathrm {r} }\Delta T_{\mathrm {LMTD} }}
ここで K は熱通過率 (熱貫流率、総括伝熱係数)、Ar は伝熱面積である。
この定義式は両流体が一方向に流れる熱交換器であれば、並流形か向流形かにかかわらず使用できる。一般の熱交換器に対しては、向流形として計算した対数平均温度差を補正して用いる方法などがある。

## 導出

図 1 並流形・向流形熱交換器の温度分布

二重管熱交換器等のように、一方向に流体が流れる熱交換器を考える。両流体の流れる向きに応じて並流形および向流形があり、各流体の温度は図 1 のように指数関数的に変化する。
位置を表す座標として、熱交換器の左端 A からその位置までの伝熱面積 a を選ぶ。左端では a = 0 、右端では a = Ar である。
高温流体、低温流体の物理量を h、cの添え字で区別し、それぞれの流体の温度を Th(a) 、Tc(a) とする。
位置 a における微小区間 da の局所伝熱量 dq は、次式で表すことができる。
{\displaystyle \mathrm {d} q=K(T_{h}-T_{c})\mathrm {d} a=K\Delta T\mathrm {d} a\qquad (1)}
各流体の熱収支より、この伝熱量はこの区間での温度変化と熱容量との積に等しい。
{\displaystyle \mathrm {d} q=-(c{\dot {m}})_{h}\mathrm {d} T_{h}=-C_{h}\mathrm {d} T_{h}\qquad (2)}
{\displaystyle \mathrm {d} q=\pm (c{\dot {m}})_{c}\mathrm {d} T_{c}=\pm C_{c}\mathrm {d} T_{c}\qquad (3)}
C は比熱 c と質量流量 {\displaystyle {\dot {m}}} の積で、単位時間に通過する熱容量を表す。第 2 式の複号は上が並流形、下が向流形に対応する (以下も同様)。
式 (2)、(3) より
{\displaystyle \mathrm {d} (\Delta T)=\mathrm {d} T_{h}-\mathrm {d} T_{c}=-\left({\frac {1}{C_{h}}}\pm {\frac {1}{C_{c}}}\right)\mathrm {d} q}
これに式 (1) の dq を用いて、ΔT(a) に関する次の微分方程式が得られる。 
{\displaystyle {\frac {\mathrm {d} (\Delta T)}{\Delta T}}=-\left({\frac {1}{C_{h}}}\pm {\frac {1}{C_{c}}}\right)K\mathrm {d} a\qquad (4)}
これを積分して、a = 0 で ΔT = ΔTA であることを用いると、
{\displaystyle \Delta T(a)=\Delta T_{\mathrm {A} }\exp \left\{-\left({\frac {1}{C_{h}}}\pm {\frac {1}{C_{c}}}\right)Ka\right\}}
右端 a = Ar で ΔT = ΔTB であることを用いると、
{\displaystyle \Delta T_{\mathrm {B} }=\Delta T_{\mathrm {A} }\exp \left\{-\left({\frac {1}{C_{h}}}\pm {\frac {1}{C_{c}}}\right)KA_{\mathrm {r} }\right\}\qquad (5)}
全伝熱量は式 (1) を積分すればよいので、これに式 (4) を用いて次式のように求まる。
{\displaystyle Q=\int _{\mathrm {A} }^{\mathrm {B} }\mathrm {d} q=\int _{0}^{A_{\mathrm {r} }}K\Delta T\mathrm {d} a=\int _{\Delta T_{\mathrm {A} }}^{\Delta T_{\mathrm {B} }}{\frac {\mathrm {d} (\Delta T)}{-\left({\frac {1}{C_{h}}}\pm {\frac {1}{C_{c}}}\right)}}={\frac {\Delta T_{\mathrm {A} }-\Delta T_{\mathrm {B} }}{{\frac {1}{C_{h}}}\pm {\frac {1}{C_{c}}}}}}
これに式 (5) の関係式
{\displaystyle \left[(1/C_{h})\pm (1/C_{c})\right]KA_{\mathrm {r} }=\ln(\Delta T_{\mathrm {A} }/\Delta T_{\mathrm {B} })}
を用いると、並流・向流を問わず次式となる。
{\displaystyle Q=KA_{\mathrm {r} }{\frac {\Delta T_{\mathrm {A} }-\Delta T_{\mathrm {B} }}{\ln(\Delta T_{\mathrm {A} }/\Delta T_{\mathrm {B} })}}=KA_{\mathrm {r} }\Delta T_{\mathrm {LMTD} }}

## 注意点
上述の導出には以下の仮定が含まれているため、その仮定が成り立たない場合は用いることができないことに注意。
- 流体の比熱は温度変化に対し一定としている。この仮定は通常の流体の使用範囲では良い精度で成り立つが、 凝縮、沸騰など、相変化に伴う潜熱が関係する場合には適用できない。
- 熱通過率 K は一定としている。
- 伝熱現象は定常であるとしている。

また、ΔTA = ΔTB のとき ΔTLMTD は分母が 0 となるため直接計算できないが、右側極限と左側極限が一致するため ΔTLMTD = ΔTA としてよい。